# San Giovanni delle Contee
San Giovanni delle Contee è una frazione del comune italiano di Sorano, nella provincia di Grosseto, in Toscana.

## Geografia fisica
Il paese è situato all'estremo lembo settentrionale del territorio comunale, su una modesta altura che domina la valle del torrente Stridolone, nell'area del tufo. San Giovanni delle Contee dista circa 14 km da Sorano e poco più di 85 km da Grosseto.

## Origini del nome
La denominazione della località è conferita sia dalla chiesa di San Giovanni Battista (successivamente intitolata a santa Caterina delle Ruote) che dal suo antico contesto geopolitico nella Contea degli Ottieri, situata tra la Contea di Santa Fiora, la Contea degli Orsini di Pitigliano e i vicini territori di Siena e Orvieto.

## Storia
Il borgo di San Giovanni delle Contee iniziò a svilupparsi in epoca medievale, come centro abitato della contea di Castell'Ottieri.
Il periodo di massimo sviluppo si ebbe dalla fine del XIV secolo in poi, a seguito della distruzione e dell'abbandono del vicino castello di Sopano. Nonostante le numerose e continue contese, il centro rimase nella contea di Castell'Ottieri, conoscendo periodi di alti e bassi, fino al suo inglobamento nel Granducato di Toscana, avvenuto solo nel XVII secolo con la definitiva estinzione della famiglia Ottieri. Nel corso del XVIII secolo fu completamente ricostruita l'antica chiesa pievana, che diventò più funzionale per le esigenze della popolazione.
Il XX secolo è stato segnato da un terremoto che, nel 1919, distrusse gran parte dell'originario borgo medievale a pianta circolare, risparmiando solo le basi degli edifici ed alcuni fabbricati tra i quali la Casa Reale. Nei decenni successivi si è verificata una continua e progressiva diminuzione della popolazione, a favore delle frazioni e dei centri vicini.

## Monumenti e luoghi d'interesse

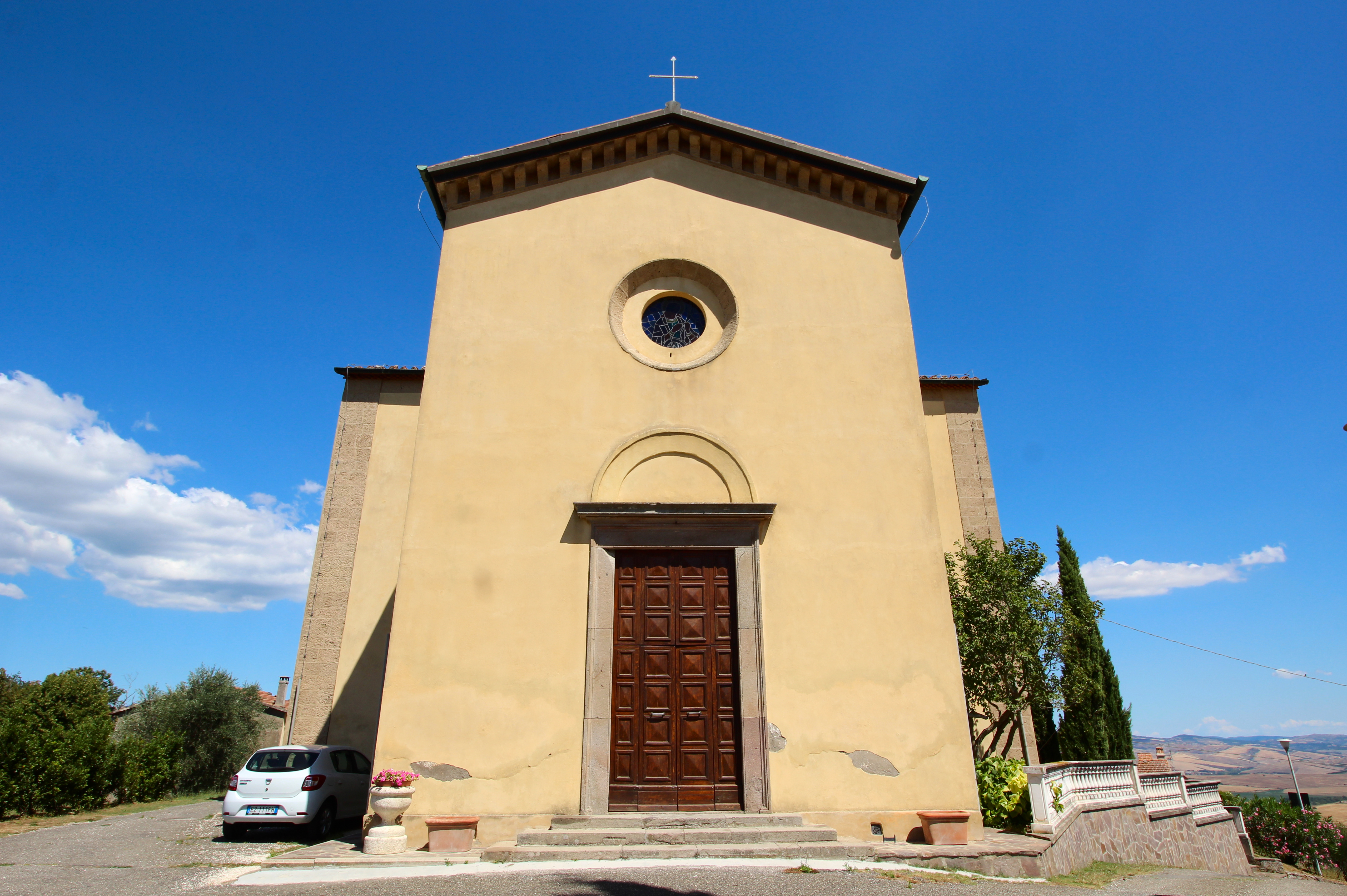
La chiesa di Santa Caterina delle Ruote

Il centro storico si caratterizza per le numerose costruzioni in conci di tufo, molte delle quali rievocano antiche atmosfere, seppur non si siano conservati rilevanti elementi stilistici di epoca medievale.
- Chiesa di Santa Caterina delle Ruote, anticamente nota come Pieve di San Giovanni Battista, è la chiesa parrocchiale di San Giovanni delle Contee. Risulta già esistente nella prima metà del XVII secolo, quando assunse l'attuale denominazione alternativa a quella preesistente. La chiesa fu radicalmente ristrutturata tra il 1835 e il 1845, mentre tra il 1970 e il 1985 sono stati effettuati alcuni lavori di restauro.
- Casa Reale, uno dei pochi edifici rimasti di origini medievali, era l'antica residenza degli Ottieri nel paese. Molto caratteristico è il suo portale ad arco, dove è collocato un bassorilievo con testa antropomorfa.

## Società

### Evoluzione demografica
Quella che segue è l'evoluzione demografica della frazione di San Giovanni delle Contee. Sono indicati gli abitanti dell'intera frazione e dove è possibile la cifra riferita al solo capoluogo di frazione. Dal 1991 sono contati da Istat solamente gli abitanti del centro abitato, non della frazione.
| Anno | Abitanti | Abitanti       |
| Anno | Frazione | Centro abitato |
| ---- | -------- | -------------- |
| 1745 | 160      | -              |
| 1833 | 299      | -              |
| 1845 | 396      | -              |
| 1921 | 770      | -              |
| 1931 | 794      | -              |
| 1961 | 751      | 386            |
| 1981 | 477      | 280            |
| 2001 | -        | 224            |
| 2011 | -        | 192            |

## Geografia antropica
Il territorio della frazione è composto da un centro abitato principale, il paese di San Giovanni delle Contee (470 m s.l.m., 192 abitanti), e da varie località minori che vertono su di esso: Case Bellumori (515 m s.l.m., 13 ab.), Case Giovagnoli (494 m s.l.m., 6 ab.), Case Mariotti (498 m s.l.m., 6 ab.), Case Orienti (498 m s.l.m., 17 ab.), Case San Leopoldo (475 m s.l.m., 9 ab.), Poderuccio (459 m s.l.m., 18 ab.), Sordino (464 m s.l.m., 22 ab.).